# Pseudoplexaura
Pseudoplexaura is een geslacht van neteldieren uit de klasse van de Anthozoa (bloemdieren).

## Soorten
- Pseudoplexaura crucis Bayer, 1961
- Pseudoplexaura flagellosa (Houttuyn, 1772)
- Pseudoplexaura porosa (Houttuyn, 1772)
- Pseudoplexaura wagenaari (Stiasny, 1941)